# Saint-Germain-de-Livet
För andra betydelser, se Saint-Germain.
Saint-Germain-de-Livet är en kommun i departementet Calvados i regionen Normandie i norra Frankrike. Kommunen ligger i kantonen Lisieux 3e Canton som ligger i arrondissementet Lisieux. År 2022 hade Saint-Germain-de-Livet 698 invånare.

## Befolkningsutveckling
Antalet invånare i kommunen Saint-Germain-de-Livet
Referens:INSEE